# 의평군
의평군 이원생(義平君 李元生, 1391년 ~ 1461년 9월 16일(음력 8월 4일))은 조선 제2대 임금 정종의 장남이다. 자는 회원(晦源) 또는 서하재(棲霞齋)이며, 시호는 민간(敏簡)이다. 전주 이씨 의평군파의 파조(派祖)이기도 하다.
정종은 정비(正妃) 정안왕후와 사이에 자녀를 낳지 못했고, 장남 의평군은 숙의 지씨에게서 태어난 5남 중 맏이다. 지씨는 고려 찬성사 지윤의 딸이다. 녹훈은 1등공신, 봉작은 숭헌대부(崇憲大夫)에 영종정경부사(領宗正卿府事)를 겸임하였다. 철원 최씨 최치승의 딸과 혼인해 5남 3녀를 두었다.

## 생애
자손에게 물구명리(勿求名利), 퇴거향장(退去鄕莊), 공검자수(恭儉自守)(명리를 구하지 말고, 시골 전장에 퇴거하여, 공손하고 겸손하게 분수를 지키라)의 교훈을 내렸다. 의평군의 묘는 1974년 7월 20일 경기도 고양시 오금리로 옮겨졌다.

## 연보
- 1412년(태종 12년) 음력 5월 3일(병술) : 부정윤(副正尹)이 됨.
- 1417년(태종 17년) 음력 7월 15일(무진) : 원윤(元尹). 채단과 단자 하사.
- 1417년(태종 17년) 음력 9월 12일(갑자) : 가정(嘉靖) 의평군(義平君)으로 봉함.
- 1419년(세종 1년) 음력 9월 26일(무진) : 정종 사망.
- 1419년(세종 1년) 음력 9월 27일(기사) : 의평군(義平君)이 섭상주(攝喪主)가 되어 정종의 소렴전(小殮奠)을 올림.
- 1419년(세종 1년) 음력 10월 23일(갑오) : 담제 섭행.
- 1421년(세종 3년) 음력 10월 3일(임진) : 복제를 마치자 세종이 잔치를 베풀어 위로.
- 1422년(세종 4년) 음력 10월 7일(신묘) : 의평군이 말을 타고 백관 앞을 지났다며 사헌부가 탄핵.
- 1423년(세종 5년) 음력 2월 17일(무진) : 양녕군에게 아부했다는 이유로 의평군의 징계가 청해짐.
- 1424년(세종 6년) 음력 10월 14일(을묘) : 의평군 아우의 혼인을 상대편이 꾀를 내어 피함.
- 1425년(세종 7년) 음력 4월 2일(신축) : 이원생의 직첩을 거두라는 명이 내려짐.
- 1426년(세종 8년) 음력 10월 26일(병술) : 경기도 해풍에 안치한 이원생을 포천으로 옮김.
- 1427년(세종 9년) 음력 12월 6일(기미) : 이원생에게 외방에서 편한 대로 살라는 명이 내려짐.
- 1449년(세종 31년) 음력 6월 19일(정묘) : 이원생에게 과전(科田)과 직첩(職牒)을 도로 준 데 대해 사헌부가 이를 회수하라고 청함.
- 1454년(단종 2년) 음력 3월 9일(경신) : 중의대부(中義大夫) 의평군(義平君)으로 봉작.
- 1461년(세조 7년) 음력 8월 4일(신미) : 졸기.

## 가족관계
- 조부 : 태조 이성계
- 조모 : 신의왕후
  - 부왕 : 제 2대 정종
- 외조부 : 지윤(池奫)
  - 생모 : 숙의 지씨(淑儀 池氏)
    - 남동생 : 선성군 이무생(宣城君 李茂生)
    - 남동생 : 임성군 이호생(任城君 李好生)
    - 여동생 : 함양옹주(咸陽翁主) - 하가(下嫁) 지돈녕(知敦寧) 박갱(朴賡)
    - 부인 : 군부인(郡夫人) 동주 최씨(東州 崔氏) - 금천감무(金川監務) 최치숭(崔致崇)의 딸
      - 장남 : 우산부정 이효손(于山副正 李孝孫)
      - 차남 : 재전부정 이효온(梓田副正 李孝溫)
      - 3남 : 아인부정 이효영(阿仁副正 李孝榮)
      - 4남 : 도개부정 이효장(道開副正 李孝長)
      - 5남 : 이성부정 이효공(泥城副正 李孝恭)
      - 장녀 : 죽산 박씨(竹山朴氏) 박준산(朴峻山)에게 출가(出嫁)
      - 차녀 : 죽산 안씨(竹山安氏) 안우신(安友臣)에게 출가(出嫁)
      - 3녀 : 배천 조씨(白川趙氏) 조말견(趙末堅)에게 출가(出嫁)

## 의평군파
호조참판 겸 부사과를 지낸 5대 종손 덕복(德福)이 1550년께 황해도 금천군 남단인 구포(鷗浦)를 중심으로 고동면과 서북면 지대를 마련하여 향토가 되고 14대 종손 용헌(用憲)이 1817년(순조 17년)에 사당을 봉축했다. 의평군의 2남인 재전부정(梓田副正)은 양구, 3남인 아인부정(阿仁副正)은 예산과 용인, 청양, 4남인 도개부정(道開副正)은 철원, 5남 이성부정(泥城副正)은 한양에서 주로 살았다고 전해진다.

### 의평군파 종회
- 매년 양력 10월 24일에는 후릉제향(厚陵祭享)을 지낸다. 정종과 정안왕후 경주김씨(定安王后 金氏.1355년~1412년)의 후릉이 조선민주주의인민공화국 개풍군 흥교면 흥교산이어서 경기도 구리 동구릉(東九陵) 태조 건원릉 정자각에서 15군파(君派)의 후손이 함께 제사를 지내며 남북통일을 함께 기원하고 있다.
- 매년 양력 4월 마지막주 일요일에는 성빈 충주지씨제향(誠嬪忠州池氏祭享)을 지낸다. 충주지씨의 의단 또한 조선민주주의인민공화국 개풍군의 광덕산이어서 1980년 5월 1일 종손 우산정 묘역의 종중산인 경기도 고양시 오금동(산막동) 서산 중심지에 의단을 건립하고, 5군파(의평군·선성군·덕천군·임성군·도평군)의 파종회장으로 구성된 봉성회(奉誠會) 주관으로 후손이 함께 제사를 지내고 있다.
- 1974년 7월 20일에는 의평군 묘소를 면례(緬禮)했다. 원래 묘소는 현 남한산성 서수어장대(西守禦將臺) 서쪽 아래 서울 송파구 거여동 태평산대(泰平山帶)로 묘역지가 7천여 평에 이르렀지만 군용지로 수용되어 고양시 오금동 서산 우산정 묘소 위에 면례 합장했다.
- 1976년 5월 18일에는 의평군 신도비를 건립했다.
- 1978년 8월 30일에는 의평군파 세보 수편을 배포했다.
- 1980년 5월 18일에는 성빈 충주지씨 제단을 봉성회 주관으로 건립했다.
- 1981년 5월 10일에는 종손 3위(3세 정곡수 성·4세 임해부수 옥명·5세 문과승지 언)의 제단을 건립했다.
- 1986년 4월 15일에는 칠원도정의 묘소를 정비했다.
- 1990년 10월 1일에는 의평군 묘소 보위석·비·상석·장대석·제장·내외성 보토공사를 마쳤다.
- 1996년 10월 1일에는 우산정의 묘소에 보위석·상석·장대석 등 석물 및 내외성 보토공사를 했으며 장계수의 묘소에도 보위석·장대석 등 석물 및 내외성 보토공사를 완공했다.

### 인물
- 이맹기[2] : 전 해군참모총장